# Josef Kowalski (Priester)

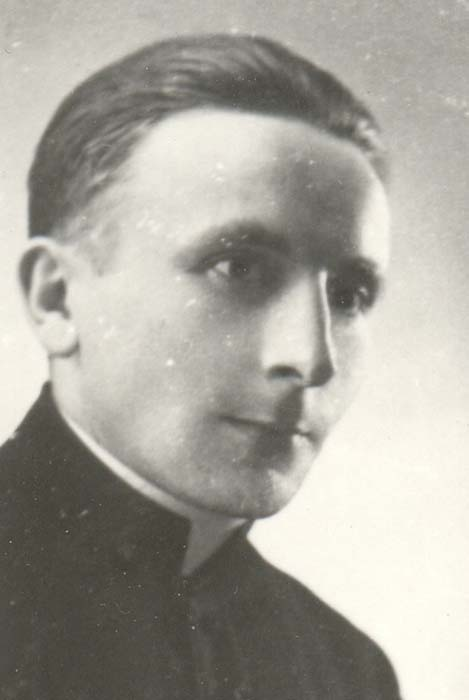
Josef Kowalski als junger Priester

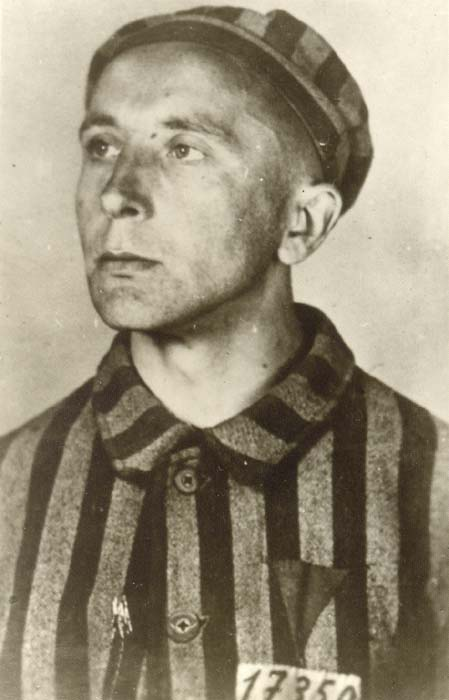
Josef Kowalski als KZ-Häftling

Josef Kowalski SDB (* 11. März 1911 in Siedliska bei Józefów; † 4. Juli 1942 in Auschwitz) war ein polnischer Salesianer Don Boscos, römisch-katholischer Priester, Märtyrer und Seliger der römisch-katholischen Kirche.

## Leben
Josef Kowalski war das siebente von neun Kindern der Bauernfamilie Wojciech und Zofia Kowalscy. Seine Eltern gehörten der bäuerlichen Mittelschicht in seinem Heimatdorf an. Als Kind war er schwer erkrankt und seine Mutter hatte schon die Hoffnung aufgegeben, dass er überlebt. Nach ihrer Aussage ging es ihm wieder besser, nachdem sie ihn vor ein Bild der Muttergottes gehalten hatte. Josef Kowalski besuchte von 1917 bis 1922 die Grundschule in Siedliska und setzte danach seine Schulausbildung in Auschwitz fort. Die Erstkommunion empfing er am 16. Juni 1921. Seine Lehrer beschrieben ihn als intelligenten und fleißigen Schüler. Als Kind spielte er auch Theater, wovon ein Foto zeugt, das ihn als zehn- bis zwölfjährigen in einem Kostüm als Kleinen Lord zeigt.
Er war schon als Kind von tiefer Verehrung der Jungfrau Maria geprägt. Er verehrte besonders die Schwarze Madonna von Tschenstochau und die Muttergottes in der Maria-Hilf-Kirche in Auschwitz.
Am 15. Juli 1927 begann er das Noviziat bei den Salesianer Don Boscos und begann mit den üblichen Studien. Mit 18 Jahren bat Kowalski um Aufnahme in die Ordensgemeinschaft. An der Richtigkeit seiner Entscheidung zweifelnd, wollte er gegen Ende des Noviziats die Salesianer verlassen. Sein Spiritual half ihm die Glaubenskrise zu überwinden und er legte 1934 das Ordensgelübde ab. Am 22. Mai 1935 empfing er die Tonsur und am 5. Januar 1936 die ersten beiden und am 21. Juni 1936 die weiteren zwei Niederen Weihen. Am 29. Mai 1938 wurde er in Krakau zum Priester geweiht und er feierte am 5. Juni 1938 Primiz in seiner Heimatpfarrei Lubenia. Als Pfarrer wirkte er zugleich als Provinzsekretär des Ordens. Zudem bemühte er sich um Jugendliche, indem er für sie eine Singschule organisierte.
Am 23. Mai 1941 durchsuchte die Gestapo das Ordens- und das theologische Studienhaus der Salesianer in Krakau und verhaftete einen Ordensbruder und elf Priester, darunter Josef Kowalski. Vier Priester wurden in Krakau ermordet, die übrigen am 26. Mai ins KZ Auschwitz gebracht, wo ihm die Gefangenennummer 17.350 eintätowiert wurde.
Im Konzentrationslager versuchte Pater Kowalski sein Blick nicht auf die Schornsteine des Krematoriums, zu denen der Kommandant Karl Fritzsch den Priestern gesagt hatte, dass sie nur durch diese das Lager wieder verlassen würden, zu richten, sondern auf die gerade noch erkennbare Maria-Hilf-Kirche im Dorf Auschwitz. Er versuchte trotz der unvorstellbaren Drangsal sein Würde als Mensch und Priester zu behalten. Mit einem winzigen Messkelch feierte er auf dem Dachboden des Infektionsblocks 20, wohin sich das Wachpersonal aufgrund der Ansteckungsgefahr selten begab, die Heilige Messe. Aus der Zeit sind 19 Briefe erhalten, die durch die Zensur gelassen wurden. Obwohl sie wegen dieser sich dem Ton der Unterdrücker anpassen mussten, zeugen sie von Kowalskis aus dem Gottesglauben bezogener seelischer Stärke und Kraft. Er versuchte sein möglichstes, Mitgefangene zu ermutigen und zu trösten. Er selbst suchte Trost im Rosenkranzgebet.
Im Juni 1942 sollten 60 Priester vom KZ Auschwitz ins KZ Dachau verlegt werden. Beim Appell verbarg Kowalski in der Hand einen Rosenkranz. Als ein Aufseher dessen gewahr wurde, schlug er die Hand mit der Peitsche, sodass der Rosenkranz zu Boden fiel. Als Pater Kowalski sich weigerte, diesen zu zertreten, wurde er von der Gruppe getrennt und statt nach Dachau in die Strafkompanie von Auschwitz überführt. Von überlebenden Mitgefangenen werden zahlreiche von ihm zu ertragende Verhöhnungen und Quälungen überliefert.
Als am 11. Juni einige KZ-Häftlinge zu flüchten versuchten, wurden als Strafmaßnahme 300 Inhaftierte für das Krematorium bestimmt, unter ihnen Pater Kowalski. Er wurde aber, zusammen mit weiteren zehn zum Tode Verurteilten, zuvor noch zur Zwangsarbeit eingeteilt. Pater Kowalski wurde am Abend des 4. Juli 1942 weggebracht, schwer misshandelt und, da er noch lebte, in eine Kloake geworfen und ertränkt. Vor dem Martyrium bat er die Umstehenden um das Gebet für sich und seine Verfolger.
Am 13. Juni 1999 sprach Papst Johannes Paul II. Kowalski zusammen mit 107 weiteren polnischen Märtyrern aus der Zeit des Zweiten Weltkriegs in Warschau selig. Sein Gedenktag in der römisch-katholischen Kirche ist der 4. Juli.